# Kim vezetéknevű koreai személyek listája
A Kim a leggyakoribb koreai vezetéknév, 2000-ben a koreaiak mintegy 21,6%-a viselte ezt a nevet.

## Művészek
- Kim Bom (Kim Bum), dél-koreai színész
- Daniel Dae Kim, koreai származású amerikai színész
- Kim Dzsedzsung (Kim Jaejoong), a dél-koreai JYJ együttes tagja,  színész
- Kim Dzsunszu (Kim Junsu), más néven Xiah Junsu, a dél-koreai JYJ együttes tagja, musicalénekes
- Kim Dzsunszu (Kim Junsu), más néven Jun. K, a dél-koreai 2PM együttes tagja
- Kim Gidok (Kim Ki-duk), dél-koreai filmrendező
- Kim Hanul (Kim Ha-neul), dél-koreai színésznő
- Kim Hiszon (Kim Hee-sun), dél-koreai színésznő
- Kim Hicshol (Kim Hee-chul), a dél-koreai Super Junior együttes tagja
- Kim Hjona (Kim Hyuna), a dél-koreai 4Minute együttes tagja
- Kim Hjondzsung (Kim Hyun-joong), dél-koreai színész, az SS501 együttes tagja
- Kim Iljop (Kim Il-yeop), koreai írónő
- Kim Namgil, dél-koreai színész
- Kim Namdzsun, a dél-koreai BTS (együttes) tagja
- Kim Dzsiszu, a dél-koreai Blackpink tagja, énekesnő, színésznő
- Kim Dzseni, a dél-koreai Blackpink tagja, énekes, rapper, színésznő
- Randall Duk Kim, koreai származású amerikai színész
- Kim Szarang (Kim Sa-rang), dél-koreai színésznő, szépségkirálynő
- Kim Szuhjon (Kim Soo-hyun), dél-koreai színész
- Kim Thehi (Kim Tae-hee), dél-koreai színésznő
- Kim Ubin (Kim Woo-bin), dél-koreai színész, modell
- Kim Unszuk (Kim Eun-suk), dél-koreai forgatókönyvíró

## Politikusok
- Kim Dedzsung (Kim Dae-jung), dél-koreai politikus
- Kim Dzsongil (Kim Jong-il), észak-koreai politikus
- Kim Dzsongnam (Kim Jong-nam), észak-koreai politikus
- Kim Dzsongszuk (Kim Jong-suk), észak-koreai politikus, nemzeti hősnő, „Korea Anyja”
- Kim Dzsongun (Kim Jong-eun), észak-koreai politikus
- Kim Gukthe (Kim Kuk-tae), észak-koreai politikus
- Kim Ir Szen (Kim Il-sung), észak-koreai politikus
- Kim Jongil (Kim Yeong-il), észak-koreai politikus
- Kim Jongszam (Kim Young-sam), dél-koreai politikus

## Sportolók
- Kim Jona (Kim Yuna), dél-koreai műkorcsolyázó